# Isoperimetrisch quotiënt
In de meetkunde is het isoperimetrisch quotiënt een maat voor de relatie tussen de omsloten oppervlakte en de omtrek van vlakken, en het ingesloten volume en de oppervlakte van ruimtelijke figuren, dus een maat voor de relatie tussen de 'buitenkant' en het 'binnenste' van een vorm. De maat is voor gelijkvormige figuren gelijk. Het gaat er bij het isoperimetrisch probleem om bij een gegeven omtrek of oppervlakte de figuur met de grootste oppervlakte, respectievelijk het grootste volume te vinden. De cirkel is de vlakke, en de bol het lichaam die de oplossingen zijn. Daarom is het isoperimetrisch quotiënt zo gedefinieerd dat het voor deze figuren de waarde 1 heeft. Het isoperimetrisch quotiënt is voor alle figuren dus kleiner dan of gelijk aan 1. Dat wordt de isoperimetrische ongelijkheid genoemd.
Het begrip isoperimeter is van het Grieks afgeleid en betekent gelijke omhullende afmetingen. 

## Definitie
Voor een vlakke figuur met oppervlakte {\displaystyle A} en omtrek {\displaystyle O} wordt het isoperimetrisch quotiënt {\displaystyle IQ} gegeven door:
{\displaystyle IQ=4\pi {\frac {A}{O^{2}}}}, wat voor de cirkel betekent: {\displaystyle IQ\ =\ 4\pi {\frac {\pi r^{2}}{(2\pi r)^{2}}}\ =\ {\frac {4\pi ^{2}r^{2}}{4\pi ^{2}r^{2}}}\ =\ 1}
Voor een ruimtelijke figuur met inhoud {\displaystyle V} en oppervlakte {\displaystyle A} wordt het isoperimetrisch quotiënt {\displaystyle IQ} gegeven door:
{\displaystyle IQ=36\pi {\frac {V^{2}}{A^{3}}}}, voor een bol wil dat zeggen: {\displaystyle IQ\ =\ 36\pi {\frac {({\tfrac {4}{3}}\pi r^{3})^{2}}{(4\pi r^{2})^{3}}}\ =\ 36\pi {\frac {{\tfrac {16}{9}}\pi ^{2}r^{6}}{64\pi ^{3}r^{6}}}\ ={\frac {{\tfrac {36\times 16}{9}}\pi ^{3}r^{6}}{64\pi ^{3}r^{6}}}\ =\ {\frac {64\pi ^{2}r^{6}}{64\pi ^{3}r^{6}}}\ =\ 1}

## Eigenschappen
- Isoperimetrische ongelijkheid: voor alle figuren en lichamen is {\displaystyle IQ\leq 1}.
- Van gelijkvormige figuren is het isoperimetrisch quotiënt gelijk, aangezien de machten van de voor de afmetingen van het lichaam bepalende factor tegen elkaar wegvallen.
- Voor de cirkel en de bol is {\displaystyle IQ({\text{cirkel}})=IQ({\text{bol}})=1}.

## Tabel
In de onderstaande tabel staat voor een aantal ruimtelijke figuren het isoperimetrisch quotiënt, oplopend geordend. De genoemde, afnemende oppervlakten in bijvoorbeeld cm² behoren steeds bij een inhoud van 1000 cm³.
| afgeknotte icosaëder | stompe dodecaëder | bol |
| Ruimtelijke figuur                           | Oppervlakte bij een inhoud van 1000 | {\displaystyle IQ} |
| -------------------------------------------- | ----------------------------------- | ------------------ |
| regelmatig viervlak                          | 721                                 | 0,302              |
| kegel met {\displaystyle h=2r{\sqrt {2}}}[1] | 609                                 | 0,5[2]             |
| kubus                                        | 600[2]                              | 0,523              |
| regelmatig achtvlak                          | 572                                 | 0,605              |
| cilinder {\displaystyle h=2r}                | 553                                 | 0,667              |
| regelmatig twaalfvlak                        | 531                                 | 0,755              |
| regelmatig twintigvlak                       | 515                                 | 0,829              |
| afgeknotte icosaëder[3]                      | 500[4]                              | 0,903              |
| stompe dodecaëder                            | 492                                 | 0,947              |
| bol                                          | 484                                 | 1[2]               |
1. ↑  kegelvorm met het hoogste isoperimetrisch quotiënt
2. 1 2 3  exact
3. ↑  De afgeknotte icosaëder wordt veelvuldig in het leer of plastic uitgevoerd als voetbal. Waarom hiervoor niet een stompe dodecaëder wordt toegepast die meer de bol benadert, zal duidelijk zijn: een afgeknotte icosaëder bezit 32 vlakken en een stompe dodecaëder bestaat uit 92 vlakken, en is daardoor ingewikkelder.
4. ↑  niet exact 500, met een extra decimaal wordt het 500,3

## Verhouding tussen oppervlak en omtrek bij regelmatige veelhoeken
Regelmatige veelhoeken zijn tweedimensionale meetkundige figuren, die uit een eindig aantal lijnstukken bestaan, die alle dezelfde lengte hebben. 
Voorbeelden hiervan zijn: 
- de gelijkzijdige driehoek
- het vierkant
- de regelmatige vijfhoek
- de regelmatige zeshoek

In onderstaande tabel staat de isoperimetrische ongelijkheid voor een aantal regelmatige veelhoeken met oplopende IQ en kleiner wordende omtrek O. Voor de omtrek O in bijvoorbeeld cm wordt uitgegaan van een oppervlak A van 1000 cm2.
| vierkant | zeventienhoek | cirkel |
| Regelmatige veelhoek | Omtrek bij een oppervlakte van 1000 | IQ    |
| -------------------- | ----------------------------------- | ----- |
| driehoek             | 144                                 | 0,605 |
| vierkant             | 127                                 | 0,785 |
| vijfhoek             | 121                                 | 0,865 |
| zeshoek              | 118                                 | 0,907 |
| achthoek             | 115                                 | 0,948 |
| tienhoek             | 114                                 | 0,967 |
| twaalfhoek           | 113                                 | 0,977 |
| zeventienhoek        | 112,75                              | 0,988 |
| vierentwintighoek    | 112,42                              | 0,994 |
| cirkel               | 112                                 | 1     |
Proclus, een Grieks neoplatonisch filosoof en wiskundige, zei over de cirkel het volgende: De cirkel is de eerste, de eenvoudigste en de meest volmaakte figuur. Dante Alighieri zei later over de cirkel: Lo cerchio è perfetissima figura, De cirkel is de meest volmaakte figuur.